# Cantonul Montfort-l'Amaury
Cantonul Montfort-l'Amaury este un canton din arondismentul Rambouillet, departamentul Yvelines, regiunea Île-de-France , Franța.

## Comune
| Comune                     | Populație (1999) | Cod poștal | Cod INSEE |
| -------------------------- | ---------------- | ---------- | --------- |
| Auteuil                    | 913              | 78770      | 78034     |
| Autouillet                 | 463              | 78770      | 78036     |
| Bazoches-sur-Guyonne       | 599              | 78490      | 78050     |
| Béhoust                    | 458              | 78910      | 78053     |
| Beynes                     | 7 577            | 78650      | 78062     |
| Boissy-sans-Avoir          | 603              | 78490      | 78084     |
| Flexanville                | 560              | 78910      | 78236     |
| Galluis                    | 1 140            | 78490      | 78262     |
| Garancières                | 2 356            | 78890      | 78265     |
| Goupillières               | 421              | 78770      | 78278     |
| Grosrouvre                 | 866              | 78490      | 78289     |
| Jouars-Pontchartrain       | 5 192            | 78760      | 78321     |
| Marcq                      | 704              | 78770      | 78364     |
| Mareil-le-Guyon            | 425              | 78490      | 78366     |
| Méré                       | 1 706            | 78490      | 78389     |
| Les Mesnuls                | 878              | 78490      | 78398     |
| Millemont                  | 251              | 78940      | 78404     |
| Montfort-l'Amaury          | 3 102            | 78490      | 78420     |
| Neauphle-le-Château        | 2 981            | 78640      | 78442     |
| Neauphle-le-Vieux          | 691              | 78640      | 78443     |
| La Queue-les-Yvelines      | 2 073            | 78940      | 78513     |
| Saint-Germain-de-la-Grange | 1 827            | 78640      | 78550     |
| Saint-Rémy-l'Honoré        | 1 393            | 78690      | 78576     |
| Saulx-Marchais             | 836              | 78650      | 78588     |
| Thoiry                     | 1 117            | 78770      | 78616     |
| Le Tremblay-sur-Mauldre    | 971              | 78490      | 78623     |
| Vicq                       | 318              | 78490      | 78653     |
| Villiers-le-Mahieu         | 714              | 78770      | 78681     |
| Villiers-Saint-Fréderic    | 2 719            | 78640      | 78683     |